# Iran i olympiska vinterspelen 1972
Iran deltog med fyra deltagare vid de olympiska vinterspelen 1972 i Sapporo. Ingen av landets deltagare erövrade någon medalj.